# Henry Somerset (10e duc de Beaufort)
Henry Hugh Arthur FitzRoy Somerset (4 avril 1900 - 5 février 1984) est un pair, propriétaire foncier, figure de la société et une grande autorité dans les domaines des courses de chevaux et de la chasse au renard. En tant que parent et ami très proche de la famille royale, il occupe le poste de maître du cheval pendant 42 ans (1936–1978). Il fonde le Concours complet de Badminton et est considéré comme « le plus grand chasseur de renards du XXe siècle » ; son long mandat en tant que maître de la chasse de Beaufort le conduit à être universellement surnommé Maître et sa voiture portait la plaque d'immatriculation privée MFH 1. En 1980, il publie le livre faisant autorité Fox-Hunting.

## Famille
Il est le plus jeune enfant et fils unique et héritier de Henry Somerset (1847–1924), 9e duc de Beaufort, et de son épouse Louise Emily Harford (1864–1945), une fille de William Henry Harford, de Oldtown, Tockington, Gloucestershire, et veuve de Charles Frederic van Tuyll van Serooskerken (1859–1893), un baron hollandais, avec qui elle a deux fils.
Il descend dans la lignée masculine de Charles Somerset, 1er comte de Worcester, 1er baron Herbert (vers 1460-1526), un fils illégitime de Henri Beaufort (1436–1464), 2e duc de Somerset, descendant de Jean de Gand, 1er duc de Lancastre (3e fils survivant du roi Édouard III) et de sa maîtresse (et plus tard épouse) Katherine Swynford. Charles reçoit le nom de famille « Somerset » et est créé baron Herbert en 1506 et comte de Worcester en 1513. Les actuels ducs de Beaufort sont donc les derniers descendants de la lignée mâle du roi Henri II (1154-1189) d'Angleterre, comte d'Anjou, fondateur de la dynastie Plantagenêt, dont le roi Richard III (1483-1485) est le dernier membre dirigeant de la lignée masculine. Le patronyme Beaufort (proprement de Beaufort, « de Beaufort ») reflète le fait que Katherine Swynford a donné naissance à ses enfants illégitimes par Jean de Gaunt dans son château et manoir français de Montmorency-Beaufort (« belle forteresse ») (à partir de 1688 Montmorency-Beaufort) en Champagne.
Il fait ses études au collège d'Eton et au Collège militaire royal de Sandhurst, d'où il est nommé membre des Royal Horse Guards.
Beaufort quitte l'armée après quelques années avec le grade de lieutenant. Il est colonel honoraire de la 21e (Royal Gloucestershire Hussars) Armored Car Company, armée territoriale entre 1969 et 1971 et colonel honoraire du Royal Wessex Yeomanry entre 1971 et 1984, et du Warwickshire Yeomanry entre 1971 et 1972.

## Carrière publique

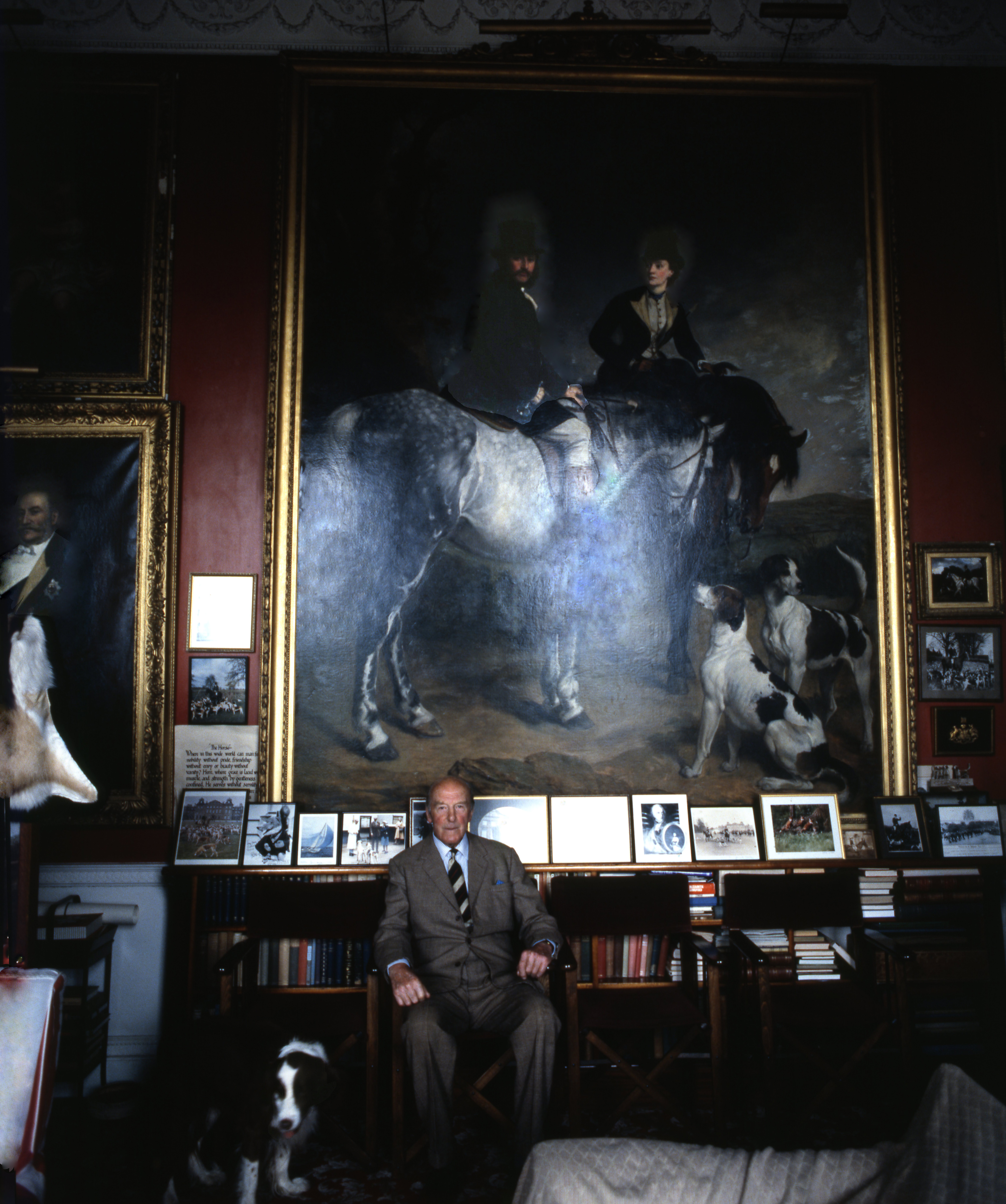
Le 10e duc à Badminton House, par Allan Warren.

Après l'abandon de l'International Horse Show de 1933, un nouveau comité dirigé par le jeune Beaufort réussit à rétablir l'événement au Palais d'expositions de l'Olympia en 1934.
Beaufort est maître du cheval (1936–1978) pour trois souverains britanniques, Édouard VIII, George VI et Élisabeth II. En tant que tel, il prend part à des événements officiels, tels que le mariage de la princesse Élisabeth et Philip, duc d'Édimbourg en 1947.
Il est nommé Chevalier Grand-Croix de l'Ordre royal de Victoria (GCVO) en 1930, conseiller privé en 1936, Chevalier de l'ordre de la Jarretière en 1937 et reçoit la décoration de la chaîne royale victorienne en 1953. En 1955, Francisco Craveiro Lopes, président de la République portugaise, lui décerne la Grand-Croix de l'Ordre du Christ.
Il est intendant de Tewkesbury entre 1948 et 1984, gardien héréditaire du Château de Raglan (un poste créé par son ancêtre William ap Thomas, le chevalier bleu de Gwent), Lord Lieutenant de Bristol de 1931 à 1974 et grand intendant de Bristol, Tewkesbury et Gloucestershire. Il occupe également le poste de Lord Lieutenant du Gloucestershire entre 1931 et 1984 et est chancelier de l'université de Bristol de 1965 à 1970.
Il est également président du Marylebone Cricket Club, du Bristol Rovers FC, de l'Association olympique britannique, du Battersea Dogs Home et l'Anchor Society à Bristol en 1969.
Il est l'auteur des ouvrages suivants :
- Fox-Hunting, publié en 1980, un travail complet et faisant autorité sur ce sujet avec des chapitres intitulés ;
- Mémoires, qu'il a écrit en 1981[8].

## Mariage

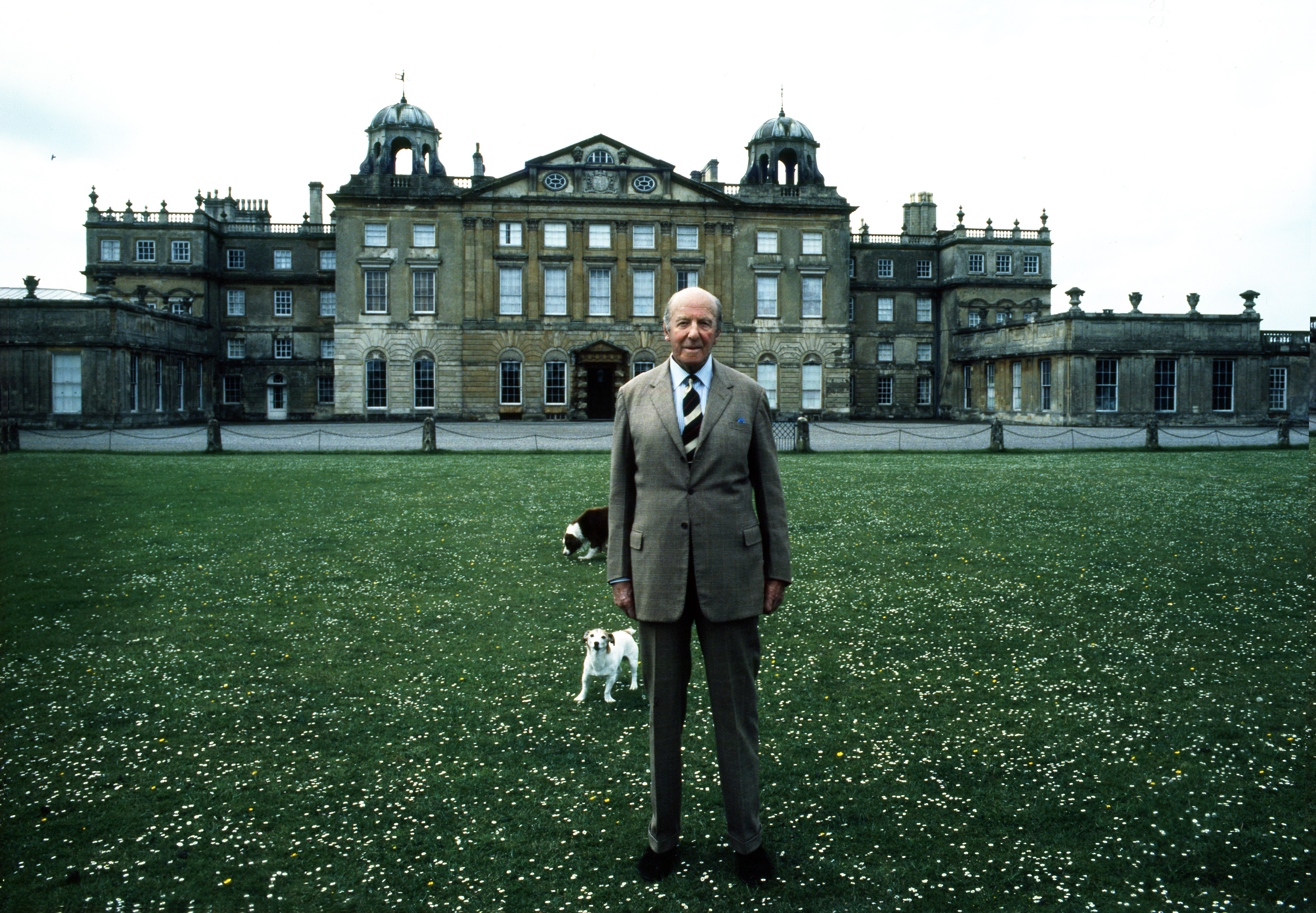
Le 10e duc de Beaufort à Badminton House

Le 14 juin 1923, il épouse Victoria Constance Mary Cambridge (1897-1987), fille d'Adolphus Cambridge, 1er marquis de Cambridge, un prince allemand dont la mère est une petite-fille du roi George III. Le mariage est sans enfant. Victoria est née avec le titre de princesse Mary de Teck. Cependant, le 17 juillet 1917, après la Première Guerre mondiale, le roi George V décide de renoncer à son héritage allemand et publie une proclamation royale qui change le nom de la maison royale britannique de Saxe-Cobourg et Gotha en Maison de Windsor. Tous les parents allemands du roi domiciliés en Grande-Bretagne renoncent également à leurs titres et noms allemands et obtiennent de nouveaux titres britanniques. Le père de Mary est créé marquis de Cambridge, et elle devient connue sous le nom de Mary Cambridge jusqu'à son mariage.
La tante paternelle de Mary est la reine Mary, épouse de George V, ainsi il est cousin germain des rois Édouard VIII et George VI. Les ducs de Beaufort sont parmi les amis les plus proches de la famille royale. La reine Mary a vécu à badminton pendant la Seconde Guerre mondiale et les membres de la famille royale y séjournaient plusieurs fois par an, en particulier pour les épreuves de badminton Horse Trials, qui avaient généralement lieu à l'époque de l'anniversaire de la reine.

## Mort et enterrement
Il est décédé en 1984, à l'âge de 83 ans, à son siège de Badminton House, et est enterré dans le cimetière de sa paroisse, l'église Saint-Michel-et-Tous-les-Anges (St Michael and All Angels) de Badminton. Fait inhabituel, la reine, qui assiste généralement aux funérailles de la famille proche uniquement, est allée aux siennes, comme la plupart des autres membres de la famille royale. Le lendemain de Noël 1984, des militants des droits des animaux ont vandalisé sa tombe, mais se sont arrêtés avant de déterrer sa dépouille et d'envoyer sa tête à la princesse Anne.
Le duché de Beaufort, créé en 1682 par lettres patentes et non par bref, ne peut passer par une lignée féminine. Comme il meurt sans enfant, le duché, les titres de comte de Worcester (cr.1513), de marquis de Worcester (cr.1642) et ses domaines passent à son cousin, David Somerset (1928-2017), 11e duc de Beaufort (le petit-fils de son cousin germain Henry Charles Somers Augustus Somerset, fils de Lord Henry Somerset, deuxième fils du 8e duc), dont il est proche et qui a vécu de nombreuses années sur le domaine de Badminton qu'il a aidé à gérer.
Les anciens titres de baron de Botetourt (cr.1305) et de baron Herbert (cr.1461), créés par bref, peuvent passer par une lignée féminine et ainsi à la mort du duc ils tombent en suspens entre divers descendants de sa sœur aînée Blanche Somerset (1897–1968), la première épouse de John Eliot (6e comte de St Germans) (en). Les deux filles de Blanche sont :
- Rosemary Eliot (1919–1963), qui épouse :
  - le capitaine Edward Nutting, Royal Horseguards, deuxième fils de Sir Harold Stansmore Nutting, 2e baronnet, avec qui elle a une fille[12] :
    - Davina Nutting (1940-1976), qui épouse John Martin Brentnall Cope et a :
      - Jonathan Edric Cope (1961-1976)
      - Frederica Samantha Mary Cope (née en 1963), 1/4 des parts de la baronnie de Bottetourt (en 2015), épouse de David Thomas[13]

  - en troisièmes noces le colonel Ralph Rubens (décédé en 1995), Sherwood Foresters, avec qui elle a une autre fille :
    - Alexandra Rubens (née en 1951) 1/4 des parts de la baronnie de Bottetourt (en 2015), épouse de David Peyronel.
- Cathleen Eliot (1921–1994) (deuxième fille de Blanche Somerset), qui épouse d'abord le capitaine. John Seyfried, Royal Horseguards, avec qui elle a un fils :
  - David Seyfried-Herbert, 19e baron Herbert (né en 1952), 1/2 part de la baronnie de Bottetourt (en 2015), qui devient en 2002 19e baron Herbert à la cessation de la suspension[14].